# Đảo hỏa tuyến
Đảo hỏa tuyến (tiếng Trung: 導火綫, tiếng Anh: Flash Point) là một bộ phim điện ảnh thuộc thể loại hành động - võ thuật - hình sự của Hồng Kông - Trung Quốc ra mắt năm 2007 do Diệp Vỹ Tín làm đạo diễn, Chân Tử Đan đóng chính và đồng thời còn làm nhà sản xuất và chỉ đạo võ thuật cho phim. Bộ phim còn có sự tham gia của dàn diễn viên phụ gồm Cổ Thiên Lạc, Trâu Triệu Long, Thích Hành Vũ, Lữ Lương Vỹ, Trịnh Tắc Sĩ và Phạm Băng Băng. Bộ phim chính thức khởi chiếu từ ngày 26 tháng 7 năm 2007 tại Hồng Kông và ngày 9 tháng 8 năm 2007 tại Trung Quốc.

## Nội dung
Là cảnh sát giỏi, Mã Quân (Chân Tử Đan) đã bao lần vào sinh ra tử để hoàn thành nhiệm vụ. Bởi tính tình cương trực đến nóng nảy, không bao giờ khoan nhượng trước cái xấu nên không ít lần Mã Quân đã bị cấp trên khiển trách. Thế nhưng, ẩn chứa sau vẻ ngoài lạnh lùng ấy là một trái tim nhân ái. Hoa Sinh (Cổ Thiên Lạc) là đồng nghiệp của Mã Quân. Vì nhiệm vụ, Hoa Sinh phải trà trộn vào băng nhóm tội phạm nguy hiểm của ba anh em ruột người gốc Việt là Tiển Vỹ Tra (Lữ Lương Vỹ), Tony (Trâu Triệu Long) và A Hổ (Thích Hành Vũ). Thời cơ đến, cả Mã Quân, Hoa Sinh và đồng đội quyết tâm bắt băng đảng của Vỹ Tra phải đền tội. Trên đường tẩu thoát, anh em Vỹ Tra không ngại thủ tiêu nhân chứng, phi tang vật chứng nhằm chạy tội. Dĩ nhiên, Hoa Sinh bất đắc dĩ phải sát cánh cùng anh em chúng, chứng kiến sự tàn nhẫn của chúng từng phút, từng giờ trong sự bất lực bởi anh không thể để lộ thân phận của mình trước những con mắt cực kỳ cảnh giác kia. Anh đã cố tình ngụy trang khéo léo, nhưng trong một lần thi hành, do sơ suất nên thân phận của anh vô tình bị bại lộ. May mắn sống sót sau cú tông xe tàn bạo của bọn tội phạm, Hoa Sinh trở về với đúng thân phận của mình. Cũng từ đây, cuộc sống của anh và Thu Đề (Phạm Băng Băng) - người con gái anh yêu - luôn bị đe dọa. Xung đột giữa hai bên lên đến cao trào khi bạn gái anh rơi vào tay bọn tội phạm. Bất chấp nguy hiểm, dù vẫn chưa hồi phục sau khi bị anh em Vỹ Tra mưu sát, Hoa Sinh vẫn một mình đi cứu bạn gái. Tuy nhiên, anh không hề đơn lẻ vì Mã Quân vẫn luôn sát cánh bên cạnh.
Vỹ Tra bị cảnh sát bắt giữ và sắp bị đưa ra tòa xét xử. Bọn tội phạm âm mưu giết Hoa Sinh một lần nữa bằng cách chuyển một quả bom vào căn hộ của anh, vụ nổ giết chết Thanh tra Hoàng (Trịnh Tắc Sĩ) và làm Thu Đề bị thương, còn Hoa Sinh vẫn bình an vô sự. Tony và A Hổ sau đó cải trang thành nhân viên vệ sinh để lẻn vào bệnh viện, nơi Hoa Sinh đang được cảnh sát bảo vệ. A Hổ định giết Hoa Sinh bằng một khẩu súng lục giảm thanh, hắn và Mã Quân đều ở trong cùng một thang máy, Mã Quân đã nhận ra hắn và giằng co với hắn. A Hổ cố gắng bỏ chạy, Mã Quân đuổi theo cho đến khi hắn chạy vào một quán ăn. A Hổ bắt một bé gái làm con tin và ném cô bé xuống nền bê tông. Mã Quân tức giận giao chiến với hắn và đánh hắn đến chết trước mặt người dân. Tony, sau khi bắt cóc Thu Đề từ bệnh viện, đe dọa sẽ giết cô nếu Hoa Sinh, hiện là nhân chứng duy nhất, làm chứng trước tòa. Trong phiên tòa xét xử Vỹ Tra, Hoa Sinh từ chối làm chứng và vụ án bị bác bỏ vì thiếu bằng chứng. Hoa Sinh sau đó cố gắng giải cứu Thu Đề nhưng bị băng nhóm của Tony bắt giữ.
Khi Vỹ Tra được tự do, Mã Quân bắt hắn và gọi cho Tony để trao đổi con tin, dẫn đến một cuộc đối đầu trong một ngôi làng bỏ hoang. Mã Quân giải cứu Hoa Sinh và Thu Đề, sau đó một mình anh chiến đấu với bọn tội phạm. Hoa Sinh trở lại để hỗ trợ người đồng nghiệp và hạ gục Vỹ Tra. Mã Quân đấu tay đôi với Tony, cuối cùng hạ gục hắn và bắt giữ hắn.

## Diễn viên
- Chân Tử Đan trong vai Mã Quân
- Cổ Thiên Lạc trong vai Hoa Sinh
- Lữ Lương Vỹ trong vai Tiển Vỹ Tra
- Trâu Triệu Long trong vai Tony
- Thích Hành Vũ trong vai A Hổ
- Trịnh Tắc Sĩ trong vai Thanh tra Hoàng
- Phạm Băng Băng trong vai Thu Đề
- La Lan trong vai mẹ của Mã Quân
- Hứa Tình trong vai Thanh tra Lưu